# Jean-Claude Pagal
Jean-Claude Pagal (Yaoundé, 1964. szeptember 15. –) kameruni válogatott labdarúgó.

## Pályafutása

### Klubcsapatban
1982 és 1994 között Franciaországban játszott. 1982 és 1989 között az RC Lens, 1989–90-ben a La Roche, 1990-től 1993-ig a Saint-Étienne, 1993 és 1994 között az FC Martigues játékosa volt. 1994 és 1995 között Mexikóban a Club América együttesét erősítette. 1995–96-os szezonban a belga RFC Seraing, az 1997–98-as idényben az angol Carlisle United volt a csapata. 1998-ban a kínai Chengdu Wuniuban szerepelt. 2000 és 2001 között a máltai Sliema Wanderersben is pályára lépett pár mérkőzésen. A 2008–09-es idényben a kameruni Tiko United tagja volt. 

### A válogatottban
1990 és 1992 között 17 alkalommal szerepelt a kameruni válogatottban és 1 gólt szerzett. Részt vett az 1990-es és az 1992-es Afrikai nemzetek kupáján, illetve az 1990-es világbajnokságon, ahol a Románia és a Szovjetunió elleni mérkőzésen csereként lépett pályára.